# BMC Biology
BMC Biology es una revista científica en línea de acceso abierto que publica investigaciones originales revisadas por pares en todos los campos de la biología, junto con artículos de opinión y comentarios. La publicación se estableció en 2003. La revista es parte de una serie de revistas de BMC publicadas por la editorial británica BioMed Central, propiedad de Springer Nature. La revista cuenta con un comité editorial internacional de investigadores y oficinas editoriales en Londres y Nueva York.
Desde 2010 ha incorporado lo que anteriormente era el Journal of Biology independiente.
Los resúmenes de video asociados con los artículos de BMC Biology se recopilan en el canal de YouTube de BMC.

## Resumen e indexación
BMC Biology está indexada en PubMed, MEDLINE (agregado en 2005), BIOSIS Previews, Chemical Abstracts Service, EMBASE, Scopus, Zoological Record, CAB International, Institute for Scientific Information y Google Scholar. 
La revista tiene un factor de impacto (2019) de 7.431.